# Phaeozem
Der Phaeozem (von griech.: phaios = dunkel und russ.: semlja = Boden) ist eine Referenzbodengruppe der internationalen Bodenklassifikation World Reference Base for Soil Resources (WRB), der in die Gruppe der Humusakkumulationsböden gehört. Er ist der zonale Boden des semihumiden Übergangsbereichs zwischen Steppe und Wald.

## Vorkommen
Phaeozeme kommen in vielen Gegenden der Erde vor. Ein wichtiges Verbreitungsgebiet liegt im Übergangsbereich zwischen Steppe und Wald. Dort ist das Klima semihumid (bis humid), so dass nicht nur Gräser, sondern auch Gehölze wachsen können. Darüber hinaus finden sich Phaeozeme auch im semihumiden, kühleren tropischen Hochland.
Die größten Gebiete befinden sich in Nordamerika (östliche Great Plains und Mittlerer Westen) und der südamerikanischen Pampa (Uruguay und Argentinien). Darüber hinaus liegen im Nordosten Chinas und Mittelrussland bedeutende Flächen. Phaeozeme kommen auch in den Steppen in Ungarn oder Bulgarien vor.

## Haupteigenschaften

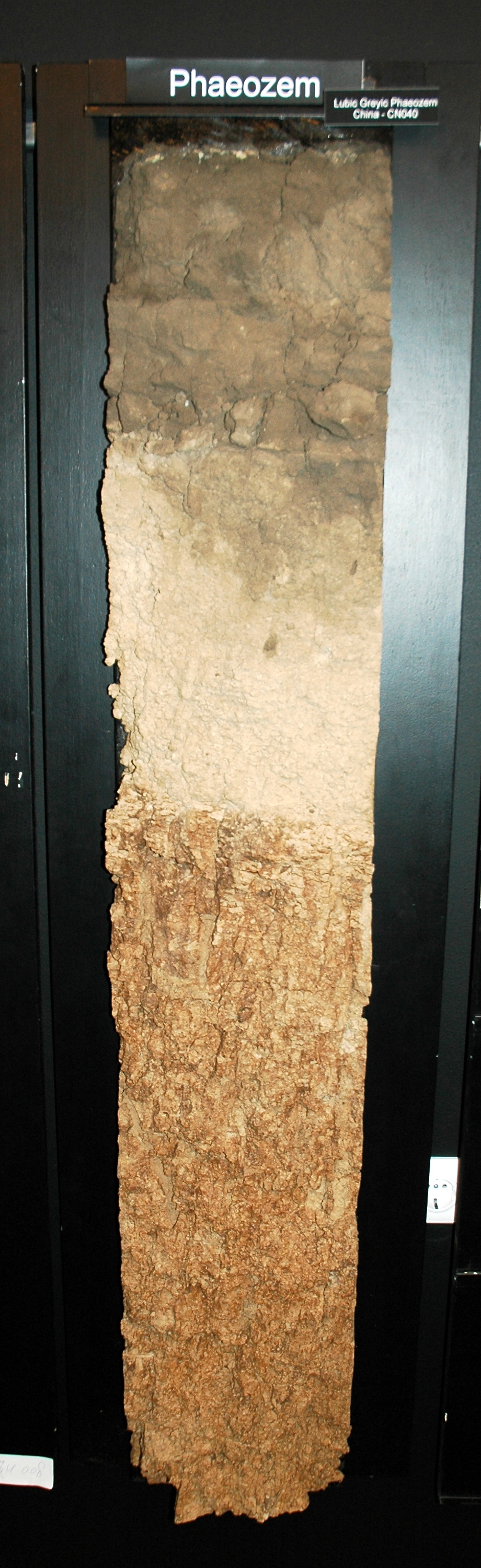
Bodenprofil eines Luvic Phaeozem

Namensgebend ist die dunkle Farbe, die aus hohen Humusgehalten resultiert. Der Humus wird durch Bodenwühler tiefgründig eingearbeitet (Bioturbation). Der dunkle, humusreiche mineralische Oberbodenhorizont heißt in der WRB mollic horizon. Wegen der relativ hohen Niederschläge bildet sich kein sekundärer Kalk, es sei denn in größerer Tiefe. Trotz einer im Vergleich zu den nah verwandten Chernozemen stärkeren Auswaschung ist die Basensättigung noch durchgängig hoch.
Die Böden haben ein sehr reiches Bodenleben, optimale Wasserhaltefähigkeiten, günstige pH-Werte sowie hohe Nährstoffgehalte.

## Nutzung
Phaeozeme sind sehr fruchtbar. Da sie in Gebieten mit relativ gesicherten Niederschlagsverhältnissen liegen, gehören sie zu den besten Standorten für die Landwirtschaft weltweit. Auf ihnen werden Kulturen mit hohen Ansprüchen wie Weizen, Soja und Baumwolle produziert, aber auch Gerste, Zuckerrüben (vor allem Europa) und Mais. In großen Gebieten (südamerikanische Pampa, nordamerikanische Prärie) wird Weidewirtschaft (Rinder) betrieben.
Die Humusakkumulationsböden in Deutschland (Hildesheimer Börde, Magdeburger Börde und östlicher) sind weltweit gesehen unbedeutend, haben aber national große Bedeutung. In Deutschland wird nämlich die maximal mögliche Ertragsfähigkeit eines Bodens anhand der Erträge der Böden in der Magdeburger Börde definiert. Diese gehören in der WRB, je nach dem Vorhandensein von sekundärem Kalk, teils zu den Chernozemen, teils zu den Phaeozemen.
Problematisch ist die hohe Erosionsanfälligkeit durch Regen und Wind, wenn die natürliche Vegetation gerodet wurde. Die Böden haben auch ein instabiles Gefüge, wodurch es bei der Bearbeitung zu schweren Bodenschäden kommen kann (Bodenverdichtung, Gefügezerstörung).

## Verwandte Bodentypen
Bei abnehmenden Niederschlagsverhältnissen grenzt der Chernozem als zonaler Boden der Langgrassteppe an die Zone der Phaeozeme. Er ist in seinen Eigenschaften dem Phaeozem ähnlich, hat jedoch stets sekundären Kalk, ist weniger stark ausgewaschen und noch dunkler gefärbt. Gelangt man in noch trockenere Gebiete, so dominiert der Kastanozem, der Humusakkumulationsboden der semiariden Kurzgrassteppen.
Auf der feuchten Seite gehen die Phaeozeme z. B. in Luvisole und Cambisole, aber auch in die verwandten Umbrisole über.
Nach der Deutschen Bodensystematik gehören die meisten Phaeozeme mit mächtigen Axh-Horizonten zum Typ Tschernosem in der Klasse der Schwarzerden, mit geringer mächtigen A-Horizonten zu verschiedenen anderen Typen. Phaeozeme mit dominantem Bt-Horizont (wie z. B. der hier abgebildete Luvic Phaeozem) gehören zu den Parabraunerden. Auch Auenböden können zu den Phaeozemen gehören.